# كيت وميم-ميم
كيت وميم-ميم (بالإنجليزية: Kate & Mim-Mim) هو مسلسل رسوم متحركة كندي بريطاني للأطفال من تأليف الزوجين سكوت وجولي ستيوارت.

## وصلات خارجية
- كيت وميم-ميم على موقع IMDb (الإنجليزية)
- كيت وميم-ميم على موقع نتفليكس (الإنجليزية)
- كيت وميم-ميم على موقع كينوبويسك (الروسية)
- كيت وميم-ميم على موقع قاعدة بيانات الفيلم (الإنجليزية)